# Piroplasmose
Piroplasmosen sind durch Einzeller der Ordnung der Piroplasmen verursachte parasitäre Erkrankungen, die am häufigsten Hunde und Pferde betrifft. Zu den Piroplasmosen gehören:
- Erkrankungen durch Babesien
  - Babesiose
  - Babesiose des Hundes
  - Texasfieber
- Erkrankungen durch Theilerien
  - Küstenfieber

## Symptome
- Niedergeschlagenheit
- Verweigern der Nahrungsaufnahme
- Erbrechen
- Starkes Fieber
- Abnormale Färbung des Urins

Piroplasmose wird ausschließlich durch Zecken übertragen, die einen gerinnungshemmenden Speichel injizieren, der Piroplasmen enthält.
Die Behandlung kann in Form von Injektionen, die die Zerstörung des Parasiten ermöglichen und Infusionen erfolgen, um das Tier zu rehydrieren und Leber- und Nierenkomplikationen zu bekämpfen.
Pestizide sind der sicherste Weg, eine echte Prävention zu etablieren. Das Pestizid muss die Zecke zerstören, bevor sie Zeit hat, die Haut zu durchstechen. Es ist daher notwendig, dass es in wenigen Minuten bei Kontakt mit dem Fell des Tieres vergiftet wird. Diese Pestizide erhält man in Form von Halsbändern, Pulverisierern oder Pipetten. Eine andere Methode ist die Impfung.